# Gustaf Lindström

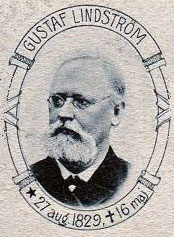
Gustaf Lindström

Gustaf Lindström (* 27. August 1829 in Visby; † 16. Mai 1901 in Stockholm) war ein schwedischer Zoologe und Paläontologe.
Lindström, dessen Vater Kronvogt auf Gotland war, studierte ab 1848 an der Universität Uppsala, an der er 1854 promoviert wurde (Dr. phil.). 1855 wurde er Assistent in Zoologie in Uppsala. 1856 wurde er Lehrer an der Gelehrten- und Apologistenschule in Visby und 1858 Adjunkt am höheren Elementarlehrerseminar in Visby. 1876 wurde er Professor und Kurator für Paläontologie (Leiter der paläontologischen Abteilung) am Reichsmuseum in Stockholm als Nachfolger von Nils Peter Angelin (1805–1876).
Nachdem er eine Vorlesung von Sven Lovén in Stockholm gehört hatte, befasste er sich mit Wirbellosen und später Fischen der Ostsee. Als Paläontologe erforschte er das Silur von Gotland, zum Beispiel Fische, Korallen, Brachiopoden, Kopffüßer, Trilobiten, Krebstiere (Crustaceen) und Seeskorpione. Aufsehen erregte seinerzeit seine Beschreibung des nach damaliger Ansicht ersten luftatmenden Fossils, des Skorpions Palaeophoneus nuncius (mit Tamerlan Thorell). 1901 erschien seine letzte Arbeit über die Seh-Organe von Trilobiten.
1895 erhielt er die Murchison Medal. 1885 wurde er Mitglied der Geological Society of London, 1886 der Kaiserlich Russischen Akademie der Wissenschaften, 1898 der Preußischen Akademie der Wissenschaften und im selben Jahr Ehrenmitglied der belgischen geologischen Gesellschaft.
Er befasste sich auch mit der Geschichte Gotlands. Er reiste viel, besonders nach Italien. 1894 entdeckte er in Grönland das Mineral Elpidit. Lindström veröffentlichte die schwedische Ausgabe des Lehrbuchs der Geologie von Charles Lyell (Geologiens Gründe, 1857, 2. Auflage 1859).
Lindström beschrieb 1865 die auf der schwedischen Expedition nach Svalbard gesammelten Fossilien aus dem Jura und der Trias. Mit Sven Lovén gab er die Iconographia Crinoideorum von Angelin heraus und er gab die Fragmenta Silurica von Angelin heraus, wobei er letzteres Werk überwiegend selbst schrieb.

## Schriften
- Beitrag zur Kenntnis der Invertebratenfauna der Ostsee, 1855
- Über die Fische Gotlands, 1867
- Untersuchungen über Gotlands Mittelalter, 2 Bände, 1892, 1895
- mit Nils Peter Angelin, Carl Henrik Wegelin: Fragmenta Silurica, Schwedische Akademie der Wissenschaften, Stockholm 1880, Archive, doi:10.5962/bhl.title.63278
- On the Silurian Gastropoda and Pteropoda of Gotland, Stockholm 1884, Archive, doi:10.5962/bhl.title.11879
- Remarks on the Heliolitidae, Stockholm 1899, Archive
- mit Thorell: On a silurian scorpion from Gotland, 1885
- Verzeichnis der silurischen Crustaceen Gotlands, 1885
- List of the fossils of the Upper Silurian formation of Gotland 1885, doi:10.5962/bhl.title.14070
- On remains of a Cyathaspis from the silurian strata of Gotland, 1895
- Obersilurische Korallen von Tsau-Tien
- The Ascoceratidæ and Lituitidæ of the Upper Silurian Formation of Gotland, 1890
- Researches on the visual organs of trilobites, 1901